# Фонтено
Фонтено (італ. Fonteno) — муніципалітет в Італії, у регіоні Ломбардія,  провінція Бергамо.
Фонтено розташоване на відстані близько 480 км на північний захід від Рима, 75 км на північний схід від Мілана, 29 км на схід від Бергамо.
Населення — 656 осіб (2014).
Щорічний фестиваль відбувається 15 лютого. Покровитель — San Faustino e santa Giovita.

## Демографія
Населення за роками:

Станом на 1 січня 2023 року в муніципалітеті офіційно проживало 29 іноземців з 16 країн, серед них 7 громадян країн Євросоюзу та 1 громадянин України.

## Сусідні муніципалітети
- Адрара-Сан-Рокко
- Ендіне-Гаяно
- Монастероло-дель-Кастелло
- Парцаніка
- Рива-ді-Сольто
- Сольто-Колліна
- Віголо